# Julius von Wedderkop
Julius von Wedderkop, vollständig Ludwig Julius Emil Karl von Wedderkop, (* 19. März 1849 in Birkenfeld; † 9. Dezember 1921 in Oldenburg) war ein preußischer Generalmajor und Hofbeamter im Großherzogtum Oldenburg.

## Leben
Julius von Wedderkop war ein Sohn des Oldenburger Juristen Ludwig von Wedderkop und der Sophie von Wedderkop geb. Merling. Er besuchte das Gymnasium in Oldenburg und schlug kurz nach dem Beginn des Deutschen Kriegs am 24. Juni 1866 als Fahnenjunker eine Offizierslaufbahn im Oldenburgischen Infanterie-Regiment Nr. 91 ein. Im selben Jahr nahm er als Teil des Regiments innerhalb der Oldenburgisch-Hanseatische Brigade am Mainfeldzug teil. Wedderkop kämpfte als Soldat beim Gefecht bei Tauberbischofsheim, dem Gefecht bei Werbach, dem Gefecht bei Gerchsheim sowie der Beschießung von Würzburg. Am 25. September 1867 wurde er Portepee-Fähnrich und am 9. Februar 1869 Sekondeleutnant.
Mit dem Regiment nahm Wedderkop als Offizier bei der 7. Kompanie während des Krieges gegen Frankreich 1870/71 u. a. an der Schlacht bei Vionville, der Schlacht bei Gravelotte, der Schlacht bei Beaune-la-Rolande und der Schlacht bei Beaugency sowie der Belagerung von Metz teil. Wedderkop erhielt für seine Leistungen das Eiserne Kreuz II. Klasse sowie das Ehrenritterkreuz II. Klasse des Haus- und Verdienstordens des Herzogs Peter Friedrich Ludwig mit Schwertern. Nach Kriegsende wurde Wedderkop am 27. Juni 1871 Adjutant des II. Bataillons bei den Okkupationstruppen in Frankreich. Am 13. April 1876 stieg er zum Premierleutnant auf.
Ab 1. November 1878 kommandiert Wedderkop als Ordonnanzoffizier zum Großherzog von Oldenburg. Unter Beförderung zum Hauptmann wurde Wedderkop am 17. Oktober 1880 zum Flügeladjutanten des Großherzogs Peter II. ernannt. In dieser Stellung avancierte er am 24. März 1890 zum Major. Am 20. Mai 1896 folgte die Beförderung zum Oberstleutnant und am 25. November 1898 zum Oberst. Gleichzeitig war er Hofhaltungsvorstand bei Herzog Georg Ludwig von Oldenburg. Am 19. Januar 1900 erhielt er den Kronen Orden II. Klasse.
Großherzog Friedrich August ernannte Wedderkop 1901 zum Hofmarschall. Sein Nachfolger als Adjutant wurde sein Cousin, der Oberleutnant Curt von Wedderkop. 1903 wurde er Oberhofmarschall und 1907 Oberhof- und Hausmarschall. 1901 wurde er mit der gesetzlichen Pension und der Berechtigung zum Tragen der Uniform zur Disposition gestellt. Anlässlich des 100-jährigen Jubiläums des Oldenburgischen Infanterie-Regiments erhielt Wedderkop am 16. August 1913 den Charakter als Generalmajor. Zum 50. Dienstjubiläum wurde ihm 1916 vom Großherzog das Ehren-Großkreuz mit der Goldenen Krone und mit den Schwertern am Ringe verliehen.
Aus seiner Ehe mit Luise Zedelius, Tochter des preußischen Generalleutnants Wilhelm Zedelius (1825–1885), hatte er die Tochter Sophie Adamine Friederike Gustava Paula von Wedderkop (1879–1950) und den Sohn Magnus von Wedderkop. Sophie von Wedderkop heiratete 1904 den späteren General der Infanterie und Widerstandskämpfer gegen den Nationalsozialismus Alexander von Falkenhausen (1878–1966). Magnus von Wedderkop wurde Generalleutnant der Wehrmacht im Zweiten Weltkrieg.

## Auszeichnungen
- 1884: Ritter I. Klasse des Ordens Heinrichs des Löwen mit Schwertern
- 1890: Komturkreuz des Hausordens vom Weißen Falken[4]
- 1899: Kommandeur II. Klasse des Ordens Berthold des Ersten[5]